# Distrikt Tahuanía
Der Distrikt Tahuanía liegt in der Provinz Atalaya in der Region Ucayali in Ost-Peru. Der Distrikt wurde am 2. Juli 1943 gegründet. Er hat eine Fläche von 7680 km². Beim Zensus 2017 lebten 8264 Einwohner im Distrikt. Im Jahr 1993 lag die Einwohnerzahl bei 5608, im Jahr 2007 bei 7284. Die Distriktverwaltung befindet sich in der auf einer Höhe von etwa 200 m gelegenen Kleinstadt Bolognesi mit 2155 Einwohnern (Stand 2017). Bolognesi liegt an einem östlichen Altarm des Río Ucayali, 80 km nordnordwestlich der Provinzhauptstadt Atalaya. Bolognesi verfügt über einen Flugplatz. Das Gebiet wird von dem indigenen Volk der Shipibo-Conibo besiedelt.

## Geographische Lage
Der Distrikt Tahuanía liegt am Westrand des Amazonasbeckens. Der Río Ucayali durchquert den Distrikt in nördlicher Richtung. Im Westen erhebt sich der Gebirgszug des Sira-Gebirges. Die Wasserscheide zum weiter nördlich verlaufenden Río Sheshea bildet die nördliche und nordöstliche Distriktgrenze. Den Südosten durchquert der Río Tahuanía, den Nordosten der Río Genepanshea, beides Nebenflüsse des Río Ucayali.
Der Distrikt Tahuanía grenzt im Westen an den Distrikt Puerto Bermúdez (Provinz Oxapampa), im Norden und Nordosten an den Distrikt Iparía (Provinz Coronel Portillo), im äußersten Osten an den Distrikt Yurúa sowie im Süden an den Distrikt Raimondi.

## Ortschaften
Neben dem Hauptort Bolognesi gibt es folgende größere Orte im Distrikt:
- Nueva Italia (333 Einwohner)
- Nuevo Paraiso (309 Einwohner)
- Sempaya (489 Einwohner)